# Parafia św. Jana Nepomucena w Opolu-Sławicach
Parafia św. Jana Nepomucena – rzymskokatolicka parafia położona przy ulicy Szczęśliwa 2A w Opolu-Sławicach. Parafia należy do dekanatu Opole-Szczepanowice w diecezji opolskiej.

## Historia parafii
Parafia została erygowana 1 stycznia 1985 roku przez wyłączenie jej z parafii św. Michała w Opolu-Półwsi. Kościół parafialny został wybudowany w 1931 roku.
Proboszczem parafii od 1 czerwca 2021 jest ks. Mateusz Buczma.

## Liczebność i zasięg parafii
Parafię zamieszkuje 938 mieszkańców, swym zasięgiem duszpasterskim obejmuje ona dzielnicę Sławice.

### Kaplice i domy zakonne
- kaplica w klasztorze Sióstr Kamilianek,
- dom zakonny Zgromadzenia Córek św. Kamila (FSC) w Sławicach.

### Szkoły i przedszkola
- Publiczna Szkoła Podstawowa nr 32 im. Kawalerów Orderu Uśmiechu w Opolu,
- Przedszkole Publiczne nr 62 w Opolu